# Days Gone
Days Gone é um jogo eletrônico de ação-aventura e sobrevivência desenvolvido pela Bend Studio e publicado pela Sony Interactive Entertainment. O jogo se passa no Oregon pós-apocalíptico, dois anos após o início de uma pandemia. O ex-fora-da-lei que se tornou um vagabundo, Deacon St. John, descobre que sua esposa Sarah ainda poderia estar viva, saindo em sua busca. Days Gone é jogado de uma perspectiva de terceira pessoa em que o jogador pode explorar um ambiente de mundo aberto. Os jogadores podem usar armas de fogo, armas brancas e armas improvisadas, e podem usar furtividade para se defender contra humanos hostis, como saqueadores e rippers e criaturas infectadas conhecidas como freakers/frenéticos. A principal mecânica do jogo é a motocicleta de Deacon, que é usada como o principal meio de transporte e inventário móvel do personagem do jogador.
O jogo foi o primeiro projeto de mundo aberto da Bend Studio, sua primeira propriedade original desde a série Siphon Filter (1999) e seu primeiro projeto de desenvolvimento para consoles domésticos depois de passar décadas trabalhando em jogos derivados para consoles portáteis. O desenvolvimento do jogo levou aproximadamente seis anos; a desenvolvedora se expandiu quase três vezes para suportá-lo. As principais fontes de inspiração para Days Gone foram World War Z (2013), The Walking Dead (2010–presente) e Sons of Anarchy (2008–14). O jogo foi apresentado oficialmente na E3 2016; seu lançamento foi originalmente planejado para 2018, mas foi adiado várias vezes.
O jogo foi lançado em abril de 2019 para PlayStation 4 e em maio de 2021 para Windows. Após o lançamento, recebeu críticas mistas dos críticos, que elogiaram os gráficos, a inteligência artificial dos inimigos e a performance de Sam Witwer como Deacon, mas criticaram a história, o design da missão e várias questões técnicas. Foi frequentemente considerado como um dos jogos originais da Sony mais fracos lançados durante a geração do PlayStation 4. Days Gone foi um sucesso comercial; vendeu mais cópias do que todos os jogos anteriores do Bend Studio combinados e se tornou o 19.º jogo mais vendido de 2019 nos Estados Unidos. Em 2021, foi relatado que a equipe de desenvolvimento havia lançado, sem sucesso, uma sequência para a Sony.

## Jogabilidade
Days Gone é um jogo de mundo aberto com zumbis em um cenário pós-apocalíptico jogado em uma perspectiva de terceira-pessoa. Os jogadores controlam Deacon St. John, um viajante e caçador de recompensas que prefere viver uma vida perigosa na estrada, ao invés da vida nos acampamentos na floresta. O jogo se passa dois anos depois de que uma pandemia global ocorreu e que matou quase toda a humanidade, transformando milhares de pessoas em "Freakers", zumbis que não pensam mas evoluem rapidamente. Na E3 de 2016, numa demonstração do jogo, dois tipos de "Freakers" foram revelados, Newts e Hordes (Tritões e Hordas).
Como o jogo é ambientado em um mundo aberto, os jogadores podem completar os objetivos de várias formas, tais como agir furtivamente ou escolher uma abordagem agressiva por meio de armas de curto e longo alcance. A dinâmica de dia e noite é um destaque do jogo, o que faz os Freakers fracos e lentos durante o dia, porém rápidos e agressivos durante a noite. Motos podem ser usadas para explorar o mundo do jogo. Os jogadores são capazes de construir novos itens para melhorar a eficiência no combate.

## Enredo

O personagem Deacon St. John durante caçada aos frenéticos na serraria.

Em 2017, o motociclista Deacon St. John (Sam Witwer), sua esposa e pesquisadora de botânica Sarah Whitaker (Courtnee Draper) e o amigo deles William "Boozer" Gray (Jim Pirri) tentam escapar da cidade de Farewell conforme um vírus se espalha rapidamente, transformando as pessoas em criaturas agressivas e canibais. Na fuga, Sarah é esfaqueada e Deacon a coloca num helicóptero da NERO (National Emergency Response Organization, ou "Organização Nacional de Resposta de Emergência", em tradução livre; trata-se da entidade governamental criada para administrar a crise causada pelo vírus) que parte para um campo de refugiados. Deacon e Boozer ficam para trás, pois a aeronave já está lotada, mas prometem reencontrá-la.
Dois anos mais tarde (em 2019), a sociedade entrou em colapso e os sobreviventes lutam para sobreviver aos zumbis - chamados de "frenéticos" - e a ataques de grupos rivais. Deacon deduz que Sarah também morreu, pois o campo de refugiados para onde ela foi enviada foi devastado por frenéticos. Agora, ele e Boozer vivem no interior de Oregon e trabalham como caçadores de recompensas. Eles planejam viajar para o norte, buscando melhores oportunidades, mas Boozer é atacado por membros do RIP, uma seita que idolatra os frenéticos e que colocou um preço na cabeça da dupla. Deacon consegue resgatá-lo, mas ele é gravemente ferido no braço e eles adiam a viagem. Além disso, a moto de Deacon é desmontada por moradores de um acampamento local e ele precisa prestar serviços para eles de modo a recuperar seu veículo enquanto Boozer repousa.
Quando o estado de saúde de Boozer se agrava, Deacon decide levá-lo para um acampamento onde moravam antes, Lost Lake. Abby, a médica local, salva Boozer, mas tem que amputar seu braço. O líder do acampamento, Iron Mike (Eric Allan Kramer), recentemente assinou um acordo de paz com o líder dos rippers, Carlos (Scott Whyte), mas seu braço-direito Skizzo e o próprio Deacon não acreditam que Carlos o respeitará. Em segredo, Skizzo celebra um acordo paralelo e entrega Deacon a eles em troca da paz entre os grupos, mas Deacon escapa e descobre que Carlos na verdade é Jessie Williamson, um ex-parceiro. De volta a Lost Lake, sob ataque dos rippers, Deacon denuncia Skizzo a Iron Mike e um novo acordo de paz é selado. Skizzo é preso, mas Deacon sabe que ele está correto em desconfiar dos rippers. Decide, então, com a ajuda de Boozer, destruir uma represa, inundando o território dos rippers. Em seguida, ele enfrenta e mata Carlos pessoalmente, encerrando a seita.
Paralelamente a esses eventos, Deacon avista helicópteros da NERO sobrevoando os céus de Oregon. Um dia, ele flagra uma dessas aeronaves pousando e investiga soldados e cientistas realizando pesquisas de campo. Ele descobre que eles estão ligados a James O'Brian, um pesquisador da NERO que acompanhou Sarah no helicóptero que a levou embora no início da trama. Acreditando que o fato de ele estar vivo pode significar que Sarah também sobreviveu, Deacon o contata e eles negociam um acordo: Deacon secretamente colhe informações a cada visita da NERO na região e James o ajuda a rastrear o possível paradeiro de Sarah. Eventualmente, ele descobre que ela pode ter sido levada à região de Crater Lake, a sudeste de Lost Lake, mas esta está sob poder da milícia de Deschutes County, liderada pelo coronel Garrett (Daniel Riordan).
Deacon viaja para lá, é recrutado pelo capitão Kouri (Phil Morris) e logo reencontra Sarah, que está desenvolvendo uma arma biológica para a milícia usar contra os frenéticos. Deacon tenta levá-la, mas ela quer concluir seu trabalho e ele permanece lá com ela, prestando serviços para os milicianos e conquistando a confiança de Garrett e Kouri. Conforme a história progride, Deacon descobre que a pesquisa que Sarah desenvolvia antes da pandemia foi usada, sem que ela soubesse, para fabricar o vírus, cujo objetivo inicial era ser uma arma biológica, mas que acabou vazando e saindo de controle. Sentido-se culpada, ela quer agora criar um antídoto, e não uma arma como Garrett acredita.
Visando acelerar as pesquisas, Garrett decide confinar Sarah na Arca, um complexo de cavernas onde ele pretende armazenar conhecimento humano a ser aproveitado após a extinção dos frenéticos. Deacon decide desertar com Sarah para que ela continue a pesquisa no laboratório onde ela trabalhava, fora do território da milícia, e pede que James o resgate de helicóptero, mas no mesmo dia Skizzo se alista e emite falsas acusações contra Deacon. No caos da discussão, James é forçado a abandonar o local, Deacon é preso e Garrett decide destruir todos os campos a norte de Crater Lake. Kouri liberta Deacon, contudo, alegando que cansou das loucuras do coronel e que pretende desertar com alguns outros homens. Deacon é convidado a acompanhá-los, mas ele ainda pretende resgatar sua esposa e retorna a Lost Lake.
Deacon chega imediatamente depois de um ataque da milícia que conseguiu ser repelido. Iron Mike morre em decorrência de ferimentos da batalha e Deacon lidera um ataque preventivo contra o quartel-general da milícia para para-la antes que ela retorne com reforços. Na batalha, Deacon mata Skizzo, mas é rendido ao confrontar Garrett, que por sua vez é morto por Sarah, que envenenou seu chá. A milícia é dissolvida e seus acampamentos passam a ser controlados por aliados de Deacon, Sarah e Boozer, que se estabelecem em Lost Lake.
Algum tempo depois do fim da história principal, James marca um encontro com Deacon. Ao chegar lá, James avisa que o vírus está evoluindo muito rapidamente e o pior ainda está por vir. Em seguida, ele remove a máscara que sempre oculta sua cabeça e revela ser um frenético que conseguiu manter as emoções e capacidades intelectuais humanas. Antes de partir, ele avisa que a NERO esta chegando e não há nada que Deacon possa fazer a respeito.

## Desenvolvimento

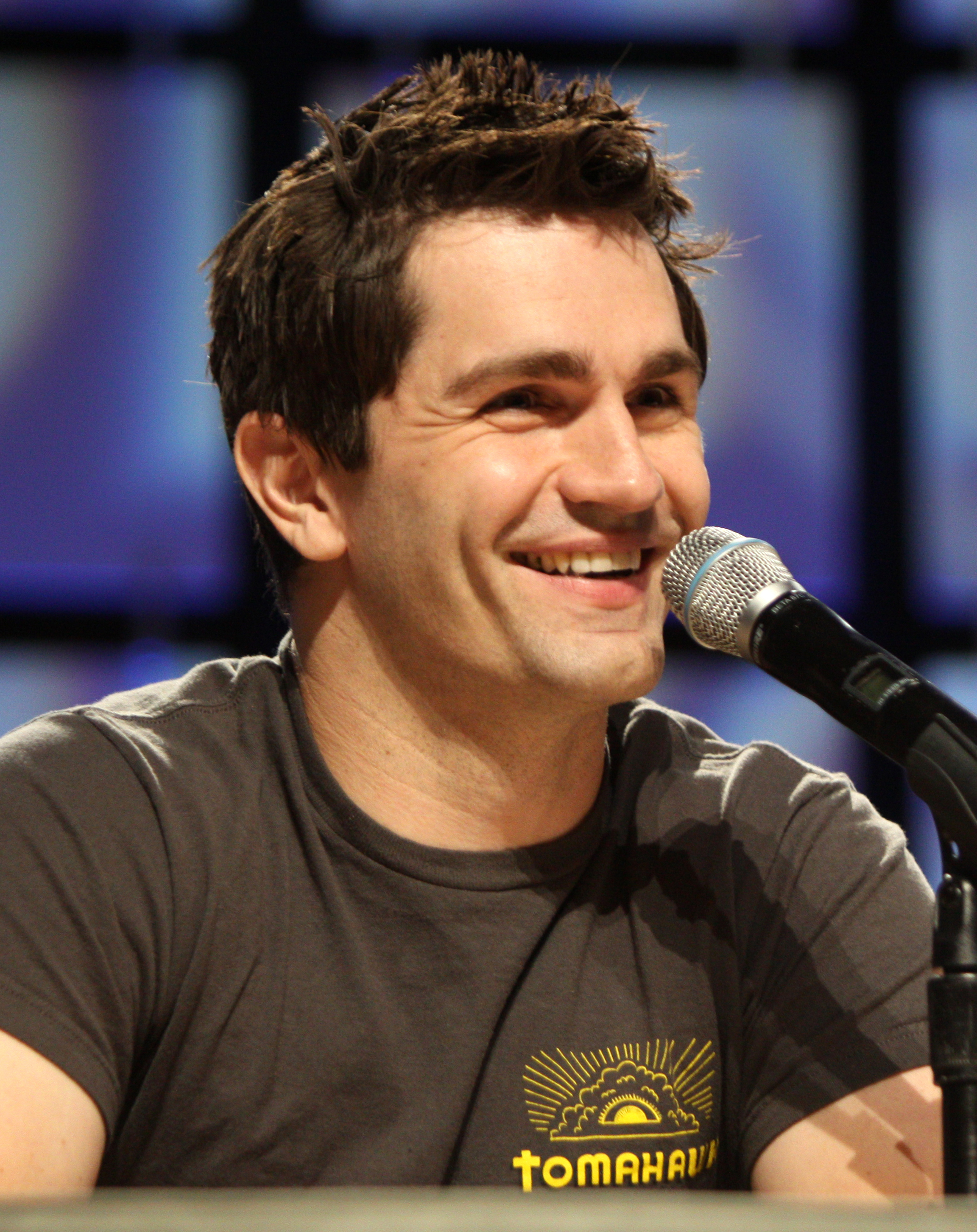
O ator Sam Witwer forneceu a voz e captura de movimento para Deacon St. John em Days Gone.

Days Gone foi desenvolvido pela Bend Studio, um dos primeiros desenvolvedores da Sony. A equipe principal de desenvolvimento do jogo incluía o diretor do estúdio Christopher Reese, o diretor do jogo Jeff Ross e o diretor criativo John Garvin, todos trabalhando no Bend Studio desde os anos 1990, quando estava criando o Syphon Filter. Days Gone é o primeiro jogo de mundo aberto da empresa, sua primeira propriedade intelectual original desde Syphon Filter (1999), e seu primeiro jogo a ser lançado para consoles domésticos desde Syphon Filter: Logan's Shadow (2007).
A produção completa do jogo começou no início de 2015 e o ciclo de desenvolvimento do jogo durou seis anos. Os desenvolvedores foram inspirados pelo filme World War Z (2012) e pelas séries de televisão The Walking Dead e Sons of Anarchy — populares no início do desenvolvimento do jogo —, durante o qual a desenvolvedora expandiu significativamente e a equipe de desenvolvimento aumentou de cerca de 50 a 130. O desenvolvimento do jogo foi concluído em 10 de março de 2019 e a Bend Studio confirmou que foi declarado ouro, indicando que o jogo estava sendo preparado para duplicação e lançamento.

### Lançamento
A publicadora Sony Interactive Entertainment revelou o jogo na E3 2016. Embora o jogo tenha sido originalmente planejado para ser lançado em 2018, foi adiado para o ano seguinte. O lançamento foi adiado de 22 de fevereiro de 2019 para 26 de abril do mesmo ano, a fim de evitar competir com outros jogos, como Metro: Exodus e Anthem. Como parte dos esforços da Sony para trazer mais conteúdo original para computadores pessoais após Horizon Zero Dawn (2017), Days Gone foi lançado para Windows via steam e Epic Games Store em 18 de maio de 2021.
Após o lançamento, a Bend Studio deu suporte ao jogo com conteúdo gratuito para download. Em junho de 2019, foi introduzido o modo de dificuldade "sobrevivência", que modifica o monitor de alertas e desativa as opções de viagem rápida. Seguiram-se 12 desafios semanais, em cada um dos quais os desempenhos dos jogadores são classificados nas classificações ouro, prata e bronze. Os jogadores recebem créditos que podem ser usados para comprar novos personagens e outros acessórios. Em setembro de 2019, a desenvolvedora adicionou o New Game Plus e o MB-150 — fuzil de precisão do universo Syphon Filter — ao jogo. Tanques de motocicleta, decorações e pintura de quadro inspiradas em Death Stranding (2019) foram lançados em novembro de 2018.

## Recepção

### Prêmios e indicações
| Ano  | Premiação                                           | Categoria                                                | Resultado | Ref.          |
| ---- | --------------------------------------------------- | -------------------------------------------------------- | --------- | ------------- |
| 2016 | Golden Joystick Awards 2016                         | Jogo Mais Aguardado                                      | Indicado  | [ 21 ]        |
| 2017 | Game Critics Awards                                 | Melhor Jogo de Ação-aventura                             | Indicado  | [ 22 ]        |
| 2018 | Game Critics Awards                                 | Melhor Jogo Original                                     | Indicado  | [ 23 ]        |
| 2018 | Gamers' Choice Awards                               | Jogo Mais Antecipado                                     | Indicado  | [ 24 ]        |
| 2019 | The Independent Game Developers' Association Awards | Melhor Design de Áudio                                   | Indicado  | [ 25 ] [ 26 ] |
| 2019 | The Independent Game Developers' Association Awards | Melhor Design Visual                                     | Venceu    | [ 25 ] [ 26 ] |
| 2019 | Golden Joystick Awards 2019                         | Melhor Narrativa                                         | Venceu    | [ 27 ] [ 28 ] |
| 2019 | Golden Joystick Awards 2019                         | Melhor Áudio                                             | Indicado  | [ 27 ] [ 28 ] |
| 2019 | Golden Joystick Awards 2019                         | Jogo de PlayStation do Ano                               | Venceu    | [ 27 ] [ 28 ] |
| 2019 | Hollywood Music in Media Awards                     | Trilha Sonora Original - Jogo Eletrônico                 | Indicado  | [ 29 ]        |
| 2019 | Hollywood Music in Media Awards                     | Canção Original - Jogo Eletrônico ("Hell or High Water") | Indicado  | [ 29 ]        |
| 2019 | Titanium Awards                                     | Melhor Performance de um Espanhol (Claudio Serrano)      | Venceu    | [ 30 ] [ 31 ] |
| 2020 | D.I.C.E. Awards 2020                                | Excelência em Animação                                   | Indicado  | [ 32 ]        |
| 2020 | NAVGTR Awards                                       | Animação, Técnico                                        | Indicado  | [ 33 ]        |
| 2020 | NAVGTR Awards                                       | Gráficos, Técnico                                        | Indicado  | [ 33 ]        |
| 2020 | NAVGTR Awards                                       | Trilha Sonora Original em um Drama, Novo IP              | Indicado  | [ 33 ]        |
| 2020 | NAVGTR Awards                                       | Canção, Original ou Adaptado ("Days Gone Quiet")         | Indicado  | [ 33 ]        |
| 2020 | NAVGTR Awards                                       | Edição de Som em um Jogo Cinematográfico                 | Indicado  | [ 33 ]        |
| 2020 | NAVGTR Awards                                       | Efeitos Sonoros                                          | Indicado  | [ 33 ]        |
| 2020 | NAVGTR Awards                                       | Uso de Som, Novo IP                                      | Indicado  | [ 33 ]        |
| 2020 | G.A.N.G. Awards                                     | Melhor Canção Original ("Days Gone Quiet")               | Indicado  | [ 34 ] [ 35 ] |
| 2020 | Prêmio Webby                                        | Melhor Música / Projeto de Som                           | Venceu    | [ 36 ]        |
| 2020 | ASCAP Composers' Choice Awards                      | Jogo do Ano                                              | Indicado  | [ 37 ]        |